# بخته آباد
بخته آباد هي مدينة ومركز مقاطعة بخته آباد في ولاية أنديجان في أوزبكستان.